# Кортено Голджи
Ко̀ртено Го̀лджи (на италиански: Corteno Golgi, на източноломбардски: Cùrten, Куртен, до 1956 г. само Corteno, Кортено) е община в Северна Италия, провинция Бреша, регион Ломбардия. Разположена е на 925 m надморска височина. Населението на общината е 1993 души (към 2013 г.).
 Административен център на общината е село Пизонието (Pisogneto). В Кортено Голджи в 7 юли 1843 г. е роден италианският невролог и нобелов лауреат Камило Голджи, откриващ клетъчната структура, носеща името му, апарата на Голджи.